# Estádio JK Paranoá
O Estádio Juscelino Kubitschek (JK Paranoá), apelidado simplesmente de JK, é um estádio de futebol brasileiro, situado no Paranoá, no Distrito Federal.
Em 2021, o estádio passou a ser administrado pelo Capital Clube de Futebol, que, através do Programa Adote Uma Praça do Governo do Distrito Federal onde locais públicos como estádios possam ser administrados pela iniciativa privada por um determinado período de tempo, selou um acordo para administração deste estádio.
Em 2025, o estádio recebeu o jogo da primeira fase da Copa do Brasil entre o Capital e a Portuguesa-RJ, saindo o mandante vencedor nos pênaltis após empate sem gols no tempo normal, além disso, estabeleceu o recorde de público do estádio.

## Capacidade
Segundo o Cadastro Nacional de Estádios de Futebol publicado pela Confederação Brasileira de Futebol, tem capacidade para 6 000 espectadores.